# Amanita calyptroderma
Espèce
Amanita calyptroderma est une espèce de champignons comestibles de la famille des Amanitaceae. Il pousse dans les forêts littorales de l'ouest des États-Unis pendant l'automne et l'hiver. À cause de sa similarité avec l'oronge vraie européenne, les Californiens d'origine nord-italienne l'appellent Coccora ou Coccoli (« oronge » dans un dialecte Ligurien). L'espèce est pourtant distinct de l'oronge.

## Description dusporophore
Ce champignon se reconnaît à son large chapeau orange-brun, partiellement couvert d'une plaque épaisse de tissu blanc de sa volve, dont la marge est nettement striée, jaune d'or. Ses lames et son stipe sont jaune de beurre, en net contraste avec la volve, qui est épaisse et blanche. Le stipe est robuste, souvent plus de 30 cm et droit ou légèrement courbé, et partiellement creux ou bien rempli d'une chair blanche cotonneuse.
Les spores de cette espèce ne changent pas de couleur dans une solution Réactif de Melzer, et sont donc appelées inamyloïde.  Ce caractère, associé avec la présence de l'anneau, et l'absence d'un bulbe à la base du stipe situent ce champignon dans la section Caesareae.

## Habitat et répartition

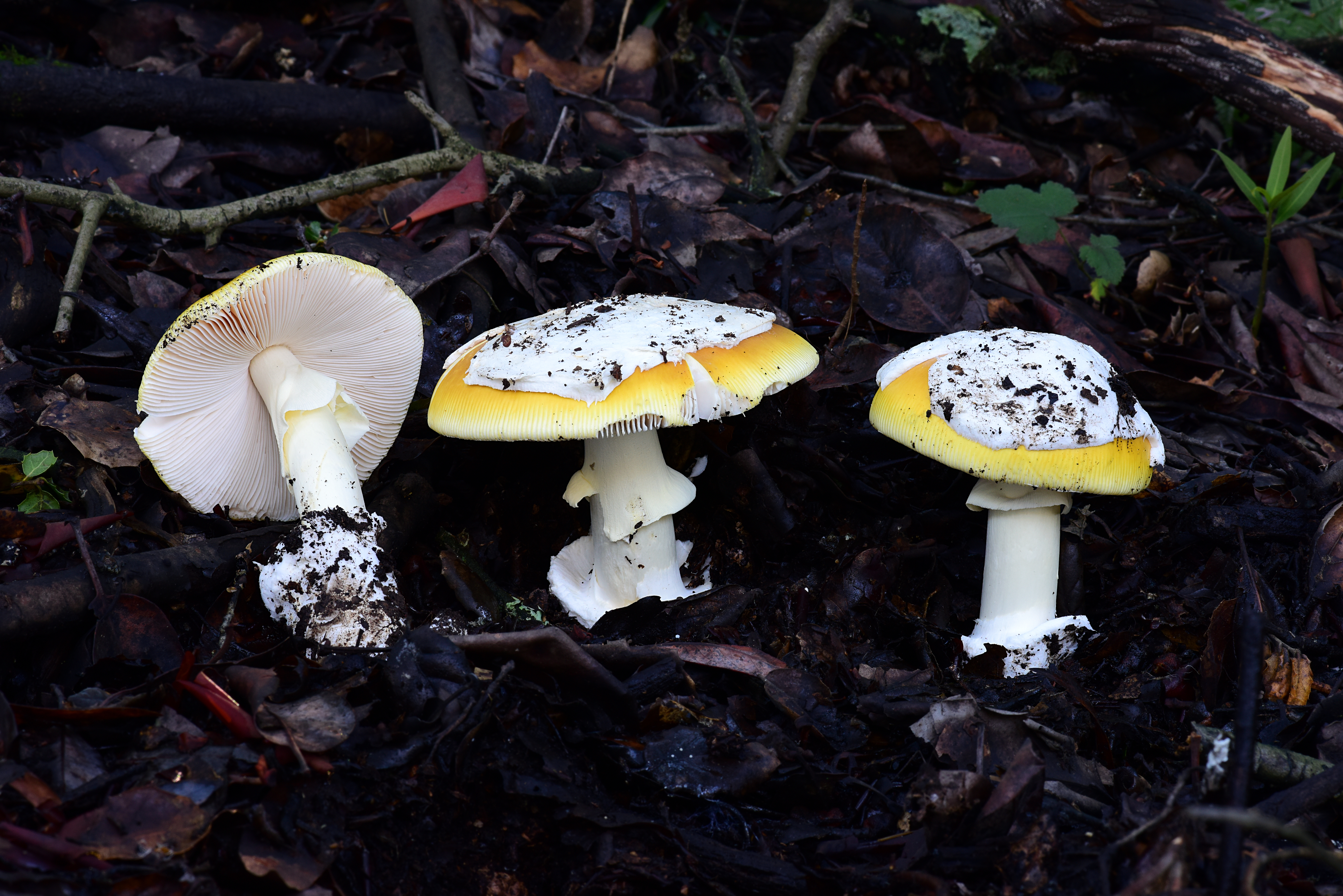
Amanita calyptroderma à Oakland, Californie.

Ce champignon forme des mycorhizes avec l'arbousier d'Amérique (Arbutus menziesii) dans son aire méridionale (Californie centrale jusqu'à l'état de Washington). Pourtant, dans la partie septentrionale de son aire (Washington jusqu'au sud de Canada), son allié préféré est le Sapin de Douglas (Pseudotsuga menziesii).

## Comestibilité
Ce champignon est comestible, mais il faut prendre des précautions en ramassant Amanita capyotroderma, car il se confond facilement avec d'autres espèces du genre Amanita qui comprend quelques-uns des champignons les plus vénéneux, notamment Amanita  phalloides et Amanita ocreata.

## Espèces proches
Amanita vernicoccora est un taxon très proche, auparavant considéré la forme "printanière" d'Amanita calyptroderma.